# Парламентські вибори в Білорусі 2000
У 2000 році відбулися вибори депутатів палати представників національних зборів Республіки Білорусь другого скликання, однак, вони були повністю бойкотовані білоруською опозицією.

## Результати
За підсумками парламентських виборів 2000 року шість партій мають своє представництво в Палаті представників Національних зборів Республіки Білорусь: 
- коммуністна партія Білорусі — 6
- аграрна партія — 5
- Республіканська партія праці й справедливості — 2
- Білоруська соціально-спортивна партія — 1
- Соціал-демократична партія народної згоди — 1
- ліберально-демократична партія — 1 (після виборів член ЛДП депутат Олексій Ваганов вийшов з партії)
- Об'єднана громадянська партія — 2 (обоє депутатів — Володимир Новосяд і Юрій Морозов — своє членство в ОГП призупинили).